# Aleksander Konjajev
Aleksander Konjajev, slovenski agronom ruskega rodu, * 3. julij 1909, Mihajlov, Rusija, † 10. april 1995, Ljubljana. 

## Življenje in delo
Izvira iz družine ruskih emigrantov, ki so se izselili zaradi državljanske vojne. Diplomiral je leta 1936 na agronomsko-gozdarski fakulteti v Zagrebu in tu 1958 tudi doktoriral. Specializacijo iz mlekarskotehnološke mikrobiologije je v letih 1937−1939 opravil na Agronomskem inštitutu v Parizu. Kot strokovnjak za mlekarstvo je v letih 1939−1948 služboval v raznih krajih Jugoslavije (Škofja Loka, Beograd, Kranj). Leta 1948 je bil izvoljen za izrednega, 1962 pa rednega profesorja na biotehniški fakulteti v Ljubljani (BF). V letih 1962−1979 je bil predstojnik Katedre za mikrobiologijo in predstojnik agronomskega oddelka BF ter v letih 1966−1970 dekan in prodekan BF. V mlekarsko mikrobiologijo je vpeljal nove metode. Bil je predsednik zveze bioloških znanstvenih društev Jugoslavije in jugoslovanskega društva za proučevanje tal. Objavil je več kot 30 znanstvenih in strokovnih člankov ter knjig. 1988 je prejel častni naslov zaslužni profesor Univerze v Ljubljani. 
S prvo ženo je imel hčer Tanjo.
Ponovno se je poročil s pediatrinjo Zoro Konjajev, s katero sta imela hčerko Ženjo in sina Andreja.

## Izbrana bibliografija
- Mikrobiologija. Splošne osnove I (COBISS)
- Mikrobiologija za agronome. Del 2, Dinamična biokemija mikroorganizmov (COBISS)
- Prispevek mikrobiologije k razvoju genetike (COBISS)
- Nevidni živi svet (COBISS)
- Nejc in drobnoživke (COBISS)